# نیمکت (فیلم ۲۰۰۰)
نیمکت (دانمارکی: Bænken) یک فیلم دانمارکی در سبک درام به کارگردانی پر فلی است که در سال ۲۰۰۰ منتشر شد.

## داستان
یک بیکار مست هم‌نشین یک گروه از افراد در یک نیمکت عمومی در مرکز شهر می‌شود که هیچگونه علاقه‌ای برای بدست آوردن پول برای نوشیدنی بعدی شان ندارند. زمانی که یک مادر تنها به همسایگی شان نقل مکان می‌کند او درگیر مشکلات او می‌شود.